# 베이비 세일
《베이비 세일》은 1997년에 개봉한 대한민국의 코미디 영화이다.

## 캐스팅
- 최진실 : 지현 역
- 이경영 : 상준 역
- 기민혁 : 누리 역
- 강성진 : 지호 역
- 박인환 : 상준 부 역
- 양택조 : 지현 부 역
- 이정학 : 건달 1 역
- 김일우 : 건달 2 역
- 이인철 : 김 부장 역
- 조선묵 : 김동민 역
- 송현주 : 미진 역
- 강혜종 : 미니 스커트 역
- 명계남 : 신만호 역
- 최성 : 회장 역
- 이기열 : 상준형 역
- 한상준 : 정신과의사 역
- 홍선영 : 상준 모 역
- 현숙희 : 지현 모 역
- 권남희 : 상준형수 역
- 김호진 : 회사동료 역
- 정진환 : 회사동료 역
- 이진목 : 회사동료 역
- 권창석 : 회사동료 역
- 서상숙 : 임춘애 역
- 이승아 : 앵커 역
- 박혜영 : 지현친구들 역
- 김은정 : 지현친구들 역
- 신영애 : 지현친구들 역
- 이윤정 : 지현친구들 역
- 하지현 : 유한부인 역
- 김정민 : 점원 역
- 방민선 : 고스톱하는 여인들 역
- 신현주 : 고스톱하는 여인들 역
- 김채원 : 고스톱하는 여인들 역
- 최정임 : 고스톱하는 여인들 역
- 안현석 : 쌍둥이 아기 역
- 안지석 : 쌍둥이 아기 역
- 천선주 : 민희 역
- 김종현 : 아파트 경비원 역
- 원영인 : 백화점 직원 1 역
- 권종관 : 백화점 직원 2 역
- 신충식 (특별출연)
- 박은정 (특별출연)
- 홍진경 (특별출연)